# Parangitia veluta
Parangitia veluta är en fjärilsart som beskrevs av Druce 1909. Parangitia veluta ingår i släktet Parangitia och familjen nattflyn. Inga underarter finns listade i Catalogue of Life.